# Episodi di Un ciclone in convento (nona stagione)
La nona stagione di Un ciclone in convento è stata trasmessa sul canale tedesco Das Erste nel corso del 2010.
In Italia è andata in onda dal 12 agosto al 27 agosto 2011 su Rai 1.
| n° | Titolo originale     | Titolo italiano            | Prima TV originale | Prima TV Italia |
| -- | -------------------- | -------------------------- | ------------------ | --------------- |
| 1  | Karten lügen doch    | Cattivi presagi            | 26 gennaio 2010    | 12 agosto 2011  |
| 2  | Findelkind           | Cercatori d'oro            | 2 febbraio 2010    | 13 agosto 2011  |
| 3  | Fehltritt mit Folgen | Il sindaco "Sparafuoco"    | 16 febbraio 2010   | 16 agosto 2011  |
| 4  | Böses Erwachen       | Avventura al Grand Hotel   | 2 marzo 2010       | 17 agosto 2011  |
| 5  | Schnaps-Idee         | Metodi pirateschi          | 9 marzo 2010       | 18 agosto 2011  |
| 6  | Goldrausch           | Il duello                  | 16 marzo 2010      | 19 agosto 2011  |
| 7  | Schocktherapie       | Terapia di gruppo          | 24 marzo 2010      | 20 agosto 2011  |
| 8  | Gardinenpredigt      | Affittasi nido d'amore     | 30 marzo 2010      | 22 agosto 2011  |
| 9  | Total Cool           | La parola della domenica   | 13 aprile 2010     | 23 agosto 2011  |
| 10 | Jugendsünden         | Peccati di gioventù        | 20 aprile 2010     | 24 agosto 2011  |
| 11 | Duell der Giganten   | Scontro tra titani         | 27 aprile 2010     | 25 agosto 2011  |
| 12 | Falsche Kamille      | L'infiltrata               | 4 maggio 2010      | 26 agosto 2011  |
| 13 | Liebe Hoch Drei      | Il campanaro di Kaltenthal | 11 maggio 2010     | 27 agosto 2011  |